# 456 av. J.-C.
Cette page concerne l'année 456 av. J.-C. du calendrier julien proleptique.

## Événements
- Hiver 457-456 av. J.-C. : Athènes s'empare d'Égine et renforce ainsi sa prépondérance en Grèce centrale[1].
- Printemps : le roi de Perse Artaxerxès ordonne au satrape de Syrie Mégabyse d’intervenir en Égypte pour réprimer la révolte d'Inaros et chasser ses alliés Athéniens[2].
- Été : Athènes lance une expédition autour du Péloponnèse. Tolmides (en) incendie les cales de Gythéion, le port de Sparte, ravage la Laconie et fait adhérer à la ligue Zacynthe et Céphalonie. Il prend Naupacte sur le golfe de Corinthe et en expulse les Locriens pour y établir des réfugiés Messéniens[3].

- Fin de l'été[4] : pendant les Jeux olympiques, un athlète pugiliste grec du nom de Homme, en grec ancien Ἀνθρωπος / 'Anthrôpos', est couronné[5].

- 27 septembre : début à Rome du consulat de Marcus Valerius Maximus Lactuca et Spurius Verginius Tricostus Caeliomontanus[6].
  - Une loi prescrit le lotissement de l’Aventin (Lex Icilia). Des plébéiens participent à ce lotissement en faisant des avances de capitaux ou en achetant eux-mêmes des terrains à bâtir[7].
- Automne : après avoir aidé les rebelles égyptiens contre le pouvoir  perse, les Athéniens sont mis en fuite par une flotte perse de 300 navires, chassés de  Memphis, et trouvent refuge dans une île du delta du Nil, Prosopitis, pendant 18 mois[2]. Athènes perd 90 trières et de nombreux hommes.

- Fin de la construction des Longs Murs (5 km), qui désormais relient le Pirée à Athènes et forment un complexe inexpugnable avec la cité[8].

## Décès en −456
- Eschyle, tragédien, à Géla.